# Festival
För andra betydelser, se Festival (olika betydelser).

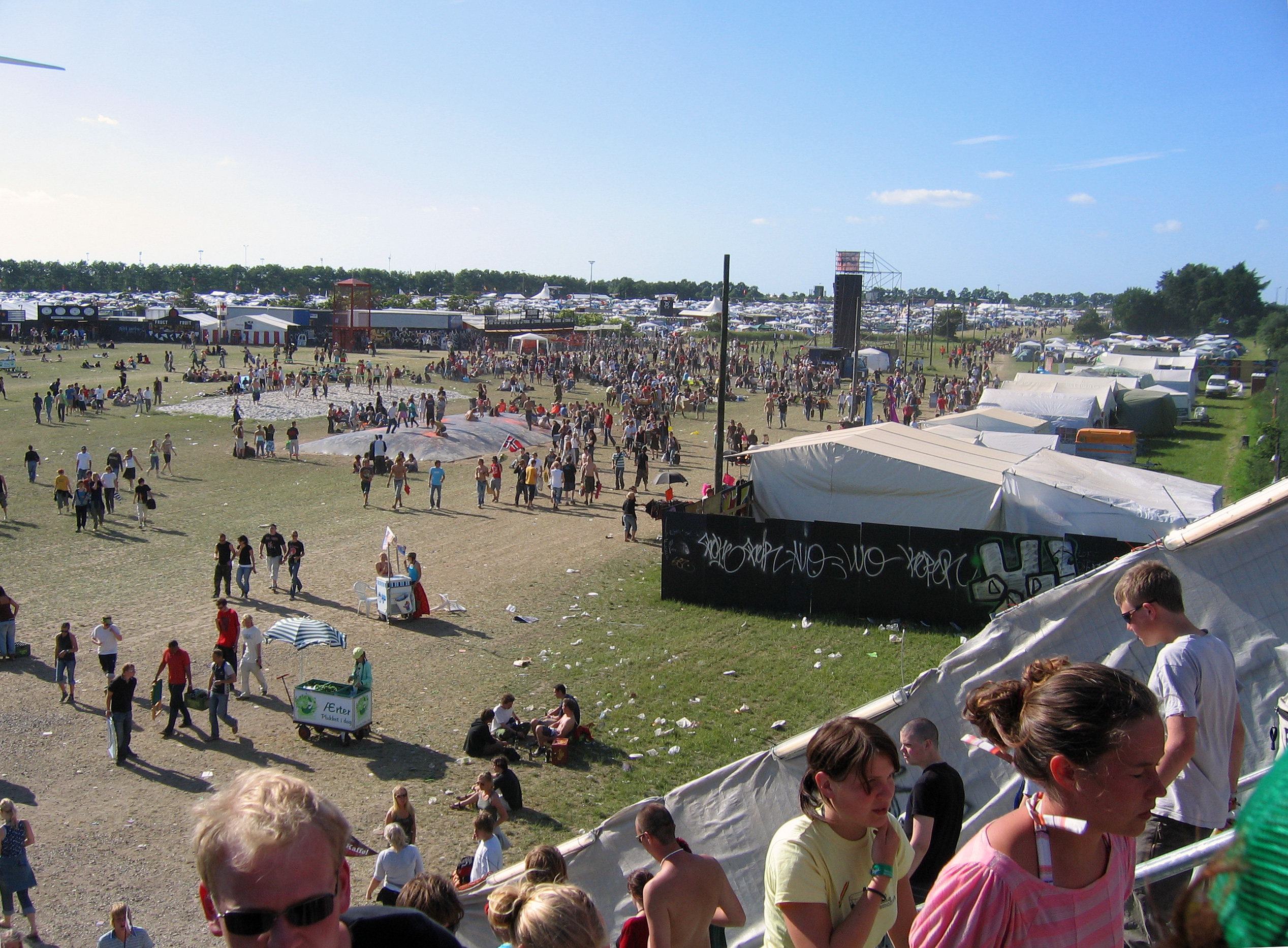
Bild från Roskildefestivalen 2005. Roskildefestivalen är Nordens största musikfestival.

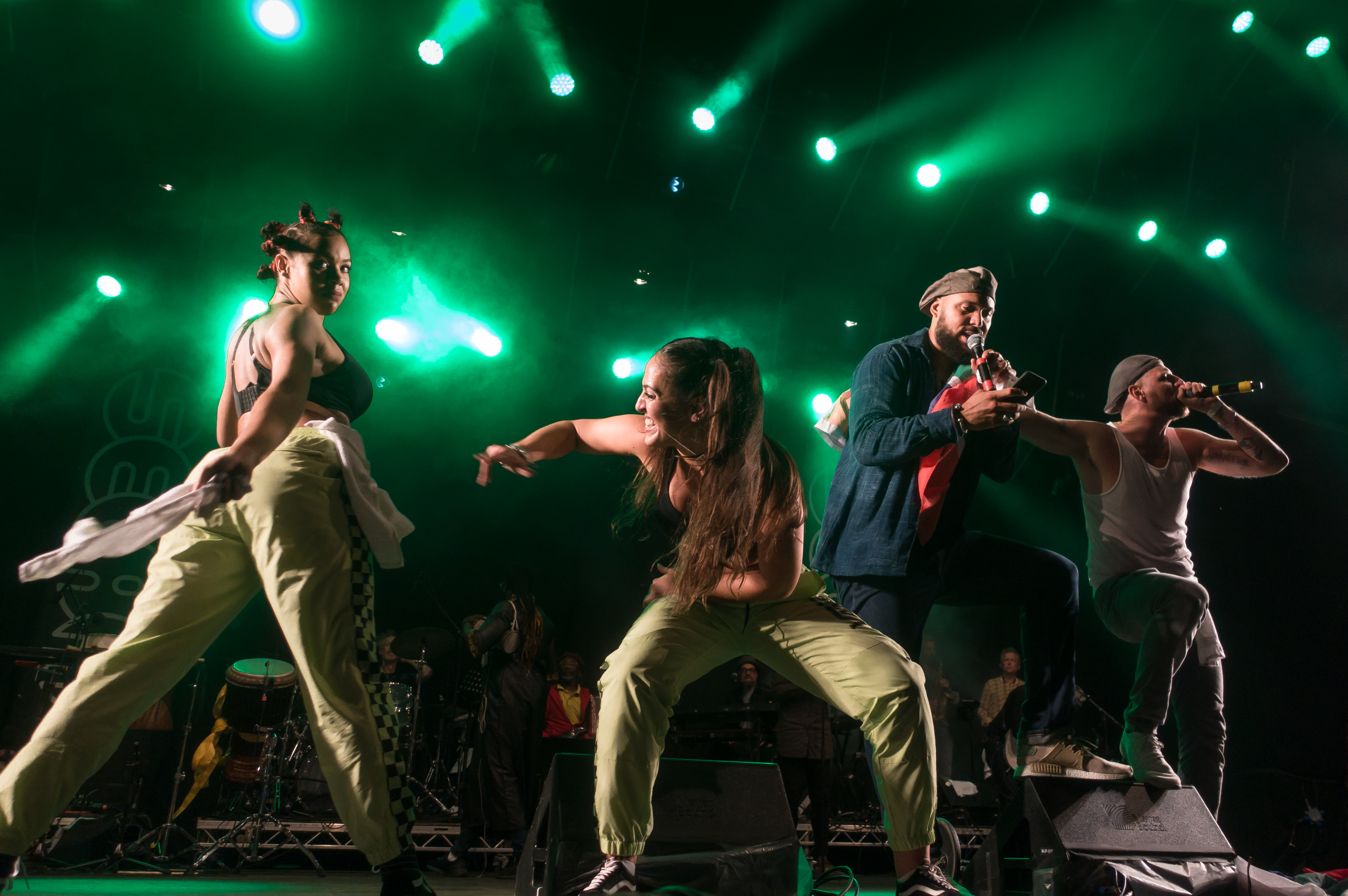
Kaliffa och Jens Malmlöf med dansare uppträder på Gustav Adolfs torg på Stockholms Kulturfestival 2019.

En festival är ett stort musik- eller annat kulturevenemang. Ordet kommer från latinets "festi vale", som ordagrant betyder "slutet på faste-perioden".
Några typer av festivaler är musikfestivaler, familjefestivaler, filmfestivaler, hamnfestivaler, pridefestivaler, ståuppkomikfestivaler, medeltidsfestivaler och stadsfestivaler. Festival ska inte förväxlas med karneval, som är ett gatutåg som på ett visst tema drar genom stadens gator, exempelvis studentkarneval.